# Marquesado de Jura Real
El marquesado de Jura Real es un título nobiliario español de carácter hereditario que fue concedido en 16 de noviembre de 1760 por el rey Carlos III a favor de Francisco Pascual Castillo Izco y Quincoces.

## Marqueses de Jura Real
|                         | Titular                                      | Periodo                 |
| Creación por Carlos III | Creación por Carlos III                      | Creación por Carlos III |
| ----------------------- | -------------------------------------------- | ----------------------- |
| I                       | Francisco Pascual Castillo Izco y Quincoces  | 1760-1789               |
| II                      | Pedro del Castillo y Almunia                 | 1789-1817               |
| III                     | Francisco Javier Castillo y Nava Osorio      | 1817-1855               |
| IV                      | Joaquín María Castillo y Ramírez de Arellano | 1855-1885               |
| V                       | Joaquín María Castillo y de la Torre         | 1885-1953               |
| VI                      | Joaquín Castillo y Caballero                 | 1953-1980               |
| VII                     | Joaquín Castillo y Moreno                    | 1980-1988               |
| VIII                    | Joaquín Castillo y Dolagaray                 | 1989 actual titular     |

## Historia de los marqueses de Jura Real
- Francisco Pascual Castillo Izco y Quincoces, I marqués de Jura Real, regidor perpetuo de Valencia[2] y diputado en Cortes. Era hijo de Atanasio Castillo y Sanz y de María Izco de Quincoces y Perelló. Se casó con Joaquina Almunia y Judici de Acharte, hija de Francisco Pascual Almunia e Izco de Quincoces, marqués de Rafol de Almunia y de Bernarda Judici de Axharte y Blanes.[3]

Le sucedió su hijo el 4 de febrero de 1789.
- Pedro del Castillo y Almunia (Valencia, 31 de mayo de 1752-1817),[3] II marqués de Jura Real[1] y regidor perpetuo de Valencia.[2] Casado con María de la Concepción de Navia y Güemes.[4]

Le sucedió su hijo.
- Francisco Javier Castillo y Navia Osorio, III marqués de Jura Real,[1] maestrante de Valencia, senador del Reino por la provincia de Valencia y vitalicio.[4] Contrajo matrimonio en Madrid, el 19 de mayo de 1813 con Juana Josefa Ramírez de Arellano y Tovar, V marquesa de Villatoya (n. Madrid, 18 de julio de 1789).[4]

Le sucedió su hijo el 19 de agosto de 1855.
- Joaquín María Castillo y Ramírez de Arellano (Madrid, 22 de agosto e 1866-20 de diciembre de 1884), IV marqués de Jura Real,[1] VI marqués de Villatoya, senador y caballero de la Orden de Montesa. Se casó en primeras nupcias en 1863 con Carlota Ciscar y Castillo y en segundas nupcias con Antonia Rodríguez de Valcárcel. Sin sucesión.[5]

Le sucedió su sobrino el 24 de junio de 1885.
- Joaquín María Castillo y de la Torre (m. 1 de mayo de 1953), V marqués de Jura Real[1] y V marqués de Castro de Torres (título rehabilitado en 1914).[6] Se casó con Josefa Caballero y Echagüe

Le sucedió su hijo el 23 de enero de 1953.
- Joaquín Castillo y Caballero, VI marqués de Jura Real,[1]  VI marqués de Castro de Torres por cesión de su padre en 1945, caballero de la Orden de Santiago, casado con Aurora Moreno y Ortega.[6]

Le sucedió su hijo el 3 de octubre de 1980.
- Joaquín Castillo y Moreno (m. Mánchester, 7 de septiembre de 1988), VII marqués de Jura Real,[1] VII marqués de Castro de Torres y marqués de Rafol de Almunia,[7] ministro plenipotenciario de primera clase, maestrante de Valencia, Gran Cruz de Isabel la Católica. Se casó con Pilar Dolagaray Uhagón.[8]

Le sucedió su hijo el 28 de marzo de 1989.
- Joaquín Castillo y Dolagaray, VIII y actual marqués de Jura Real ,[9] marqués de Rafol de Almunia[9] y VIII marqués de Castro de Torres por cesión de su padre.[10]